# Гелвеша (Західна Вірджинія)
Гелвеша (англ. Helvetia) — переписна місцевість (CDP) в США, в окрузі Рендолф штату Західна Вірджинія. Населення — 38 осіб (2020).

## Географія
Гелвеша розташована за координатами 38°42′21″ пн. ш. 80°11′57″ зх. д. / 38.70583° пн. ш. 80.19917° зх. д. (38.705793, -80.199277).  За даними Бюро перепису населення США в 2010 році переписна місцевість мала площу 4,70 км², уся площа — суходіл.

## Історія
Поселення було засноване переселенцями із Швейцарії та Німеччини у 1869 році. У містечку проводяться традиційні свята Швейцарії - наприклад, Фаснахт.

## Демографія
Згідно з переписом 2010 року, у переписній місцевості мешкало 59 осіб у 24 домогосподарствах у складі 16 родин. Густота населення становила 13 особи/км².  Було 36 помешкань (8/км²).
Расовий склад населення:
| - 94,9 % — білих |

До двох чи більше рас належало 5,1 %. Частка іспаномовних становила 3,4 % від усіх жителів.
За віковим діапазоном населення розподілялося таким чином: 23,7 % — особи молодші 18 років, 54,3 % — особи у віці 18—64 років, 22,0 % — особи у віці 65 років та старші. Медіана віку мешканця становила 42,5 року. На 100 осіб жіночої статі у переписній місцевості припадало 126,9 чоловіків;  на 100 жінок у віці від 18 років та старших — 114,3 чоловіків також старших 18 років.
Цивільне працевлаштоване населення становило 8 осіб. Основні галузі зайнятості: науковці, спеціалісти, менеджери — 100,0 %.